# Paul Coremans
Paul Bernard Joseph Marie Coremans (Borgerhout, 29 april 1908 – Noorden, 11 juni 1965) was de oprichter en eerste directeur van het Koninklijk Instituut voor het Kunstpatrimonium (KIK).

## Levensloop

### Studie
Coremans studeerde tussen 1920 en 1926 Latijn-Grieks aan het Koninklijk Atheneum van Antwerpen. Vervolgens startte hij scheikundestudies aan de Université libre de Bruxelles (ULB), die hij in 1932 afsloot met een doctoraatstitel.

### Koninklijk Instituut
Hij werd assistent in het laboratorium voor scheikunde van de ULB en in 1934 vroeg Jean Capart, egyptoloog en conservator van de Koninklijke Musea voor Kunst en Geschiedenis (KMKG), hem om een laboratorium op te richten en de fotodocumentatie van de musea te herorganiseren.
Deze instelling, die uitgroeide tot het Koninklijk Instituut voor het Kunstpatrimonium (KIK), werd door hem vele jaren geleid. Hij bestudeerde er objecten vanuit het standpunt van hun authenticiteit en bewaringstoestand. Hiervoor paste hij verschillende laboratoriummethodes toe zoals röntgen-, infrarood- en ultravioletstraling. De verslagen over de bestudeerde objecten die hij bezorgde aan Capart werden gepubliceerd in de bulletins van de musea. Hij verbond zich ook tot het controleren van de luchtvochtigheid in de koninklijke musea, wat in 1935 uitmondde in de publicatie van zijn studie, Le conditionnement de l'air dans les musées.
Hij bleef zich ook bijscholen, met onder meer een cursus metallografie en technologie van metaalachtige materialen aan de ULB, een cursus spectrografie aan de Université de Liège alsook lessen in de geschiedenis van de Vlaamse schilderkunst in de vijftiende eeuw aan de Koninklijke Musea voor Schone Kunsten van België.

### Tijdens de wereldoorlogen
In 1940 werd Coremans gevraagd om een grootscheepse fotocampagne van het Belgische kunstpatrimonium te organiseren, ter aanvulling van de verzameling van 30.000 negatieven van de KMKG (waarvan er 12.000 in de Eerste Wereldoorlog door de Duitsers gemaakt werden). Hij kreeg deze taak toevertrouwd door Jozef Muls, algemeen directeur van Schone Kunsten, en Constant Leurs, algemeen directeur van het Algemeen Commissariaat voor 's Lands Wederopbouw, die hem ook hun hulp verleende. Coremans nam jongelui in dienst die zich hierdoor konden onttrekken aan verplichte tewerkstelling in Duitsland. Met de medewerking van fotografen uit de verschillende provincies verzamelde hij 160.000 opnamen. Dit vormde de kern van het Centraal Iconografisch Archief voor Nationale Kunst en Centraal Laboratorium der Belgische Musea (CAL).
In deze periode was hij tevens actief in de Belgische Nationale Beweging als gewapende verzetsstrijder en hielp hij verschillende jongeren door hen een schuilplaats te geven in de gebouwen van het Jubelpark. Hij trachtte ook de resten van het Schrijn van Sint-Gertrudis van Nijvel en de muurschilderingen van de Doornikse kerken Saint-Brice en Saint-Quentin te redden. Hij was tevens bezorgd over de bewaringstoestand van de werken uit de Brugse musea die naar het kasteel van Lavaux-Sainte-Anne werden gebracht en over de kunstwerken die werden gestockeerd in verschillende schuilplaatsen in Gent, Antwerpen en Brussel.
In 1942 werd hij benoemd tot attaché van de directie en hoofd van de laboratoria van de Koninklijke Musea voor Kunst en Geschiedenis.
Parallel ontwikkelden de onder Coremans ressorterende diensten van het museum zich verder en werden ze in 1948 losgekoppeld van de Koninklijke Musea. Ze werden het Centraal Iconografisch Archief voor Nationale Kunst en Centraal Laboratorium der Belgische Musea (CAL), een autonome instelling onder de leiding van Coremans, die in 1957 werd omgedoopt tot Koninklijk Instituut voor het Kunstpatrimonium.

### Restauraties, onderzoek en didactiek
In 1948 doceerde hij een cursus aan het Hoger Instituut voor Kunstgeschiedenis van de universiteit van Gent en voerde er, als primeur in België, lessen in over de technologie en het wetenschappelijke onderzoek van kunstwerken. Bedoeld voor studenten archeologie en kunstgeschiedenis lag de focus op de materiële aspecten van een kunstwerk die volgens hem evenzeer als de esthetische en historische dimensies moesten worden bestudeerd. Deze ervaring van een samengaan van exacte wetenschappen en menswetenschappen leidde hem tot een hervorming van het CAL in drie departementen: Documentatie, Conservatie-restauratie en Laboratoria.
Het eerste grote restauratieproject van het CAL was de restauratie van het Lam Gods van de gebroeders Hubert en Jan van Eyck. Er volgden nog tal van restauraties. De behoefte om de toegepaste restauratiemethodes beter bekend te maken gaf vanaf 1958 aanleiding tot de publicatie van het Bulletin van het Koninklijk Instituut van het Kunstpatrimonium.
Gelijktijdig werd in 1949, op aansporing van Coremans en in samenwerking met Herman Bouchery en Jacques Lavalleye, het Nationaal Centrum voor navorsingen over de Vlaamse Primitieven opgericht. Dit centrum zou verschillende reeksen van werken publiceren die het KIK in staat stelden om zich verder te profileren op het internationale plan. Zijn ervaring met onderzoekcentra ertoe leidde in 1957 tot zijn aanstelling als lid van de bijzondere onderzoekscommissie van het wetenschappelijk onderzoek, gesticht door de Nationale raad van het Wetenschapsbeleid.
Tussen 1951 en 1954 nam hij actief deel aan de uitwerking van het programma van het Brussels Art Seminar, een universiteitscursus opgericht door de Belgian American Educational Foundation, en doceerde hij er over schildertechnieken. Eminente specialisten zoals Erwin Panofsky namen er ook aan deel.
De ontplooiing van zo'n intense activiteit, zowel in België als in het buitenland, verplichtte het KIK om over onafhankelijke en functionele lokalen te beschikken. Na studies over de behoeften van de drie departementen, werd in 1959 de bouw aangevat en in 1962 voltooid.
In zijn laatste levensjaren stak hij veel energie in didactische activiteiten. Het ontwikkelen en verspreiden van een interdisciplinaire opleiding in het brede domein van de kunsten werd een van zijn voornaamste bekommernissen. In deze context stichtte hij in 1963 in het KIK een opleiding in de conservatie die tegelijk theoretisch en praktisch was, en dit in samenwerking met de Belgian American Educational Foundation en het Conservation Center van het Institute of Fine Arts van New York University. Dit vernieuwende werk leverde hem internationale erkenning op als promotor van het kunstpatrimonium.

## Monuments Man
Na de Bevrijding werkte hij bij de Belgische missie van de U.S. Forces, European Theater (USFET). Als hoofd van de laboratoria van de Belgische Musea nam hij deel aan de activiteiten tot terugkeer van geroofde kunstwerken. Hij werd een van de Belgische Monuments Men. In november 1945 reisde hij naar de bewaarplekken in Duitsland en Oostenrijk, zoals de zoutmijnen en bestudeerde er de wijze waarop schilderijen en andere kunstobjecten tegen fysische en chemische beschadiging werden beschermd. Hij stond de Belg Raymond M. Lemaire, een andere Monuments Man, bij in het identificeren en terugbrengen van aan België behorende kunstwerken.
Hij zette tevens een reflectie in gang over het probleem van de bescherming van het erfgoed in oorlogstijd, wat hem aanzette tot een internationale bevraging rond dit onderwerp. Dit leidde tot de uitwerking van een reeks directieven die hij in 1946 publiceerde in een handboek: La protection scientifique des œuvres d'art en temps de guerre.

## Het Lam Gods
De restauratie van Het Lam Gods van de gebroeders Van Eyck, vormde in 1950 de ideale gelegenheid voor een exemplarische interdisciplinaire samenwerking van specialisten. Coremans riep tevens voor het eerst een internationale adviescommissie met experten samen die in 1950 en 1951 meermaals bijeen kwam. Ze bestond uit:
- Georges-Henri Rivière (FR), directeur van het ICOM;
- Georges Salles (FR), hoofddirecteur van de Musées de France;
- Sir Philip Hendy (GB), directeur van de National Gallery, die in 1951 vervangen werd door Harold J. Plenderleith (GB), professor aan de Royal Academy of Art en lid van de wetenschappelijke raad van de National Gallery;
- George L. Stout (USA), directeur van het Art Museum, Worcester, USA;
- René Huyghe (FR), Musée du Louvre, lid van de Académie Française;
- Neil McLaren (GB), National Gallery, Londen;
- Arthur van Schendel (NL), Rijksmuseum, Amsterdam;
- Jan Karel van der Haagen (NL), hoofd van de afdeling musea en monumenten van de UNESCO;
- Cesare Brandi (IT), directeur van het Istituto Centrale del Restauro, Rome.

Alle uitgevoerde onderzoeken en interventies werden beschreven in de publicatie l'Agneau mystique au laboratoire (1953).

## De zaak-Van Meegeren
Begin 1946 barstte de zaak-Van Meegeren los. De Nederlandse schilder-vervalser Han van Meegeren had valse Vermeers gemaakt, waarvan hij er tijdens de Tweede Wereldoorlog een verkocht aan Hermann Göring. Na de bevrijding werd Van Meegeren beschuldigd van collaboratie wegens de verkoop van nationaal erfgoed aan de vijand, en gevangengezet. Daar bekende hij dat het om vervalsingen ging, wat hij bewees door in zijn cel en in aanwezigheid van getuigen een Christus in de tempel te schilderen.
Daarop werd een commissie van experten aangesteld, onder de leiding van Paul Coremans, om de authenticiteit van het aan Göring verkochte schilderij te onderzoeken. Dit was een gelegenheid voor Coremans om zijn laboratoriummethodes toe te passen. Het schilderij dateerde volgens hem niet uit de tijd van Vermeer, en werd dus ontmaskerd als een vervalsing. Dit wist hij aan te tonen aan de hand van meerdere wetenschappelijke onderzoeken:
- de preparatielaag van deze werken bevatte fenolharsen, een chemisch product dat vanaf de 20e eeuw in omloop was;
- de stofophoping in de craquelures was te homogeen om natuurlijk te zijn. Van Meegeren voegde er Chinese inkt aan toe om zo het stof te verspreiden in zones waar het niet zou geraken zonder dat product;
- de craquelures van de bovenste laag kwamen niet overeen met die van de preparatielaag, wat normaal het geval was bij werken die op natuurlijke wijze verouderden.

Vanaf 1951 gingen verschillende stemmen op tegen Coremans. De eerste was die van Jean Decoen, kunstkenner en restaurateur in Brussel, die in zijn boek Back to the truth: Vermeer-Van Meegeren: Two genuine Vermeers de Emmaüsgangers en Het Laatste Oordeel, toegeschreven aan Van Meegeren, als echte Vermeers bestempelde. Daarmee betwistte hij Coremans’ expertise. De tweede stem was die van verzamelaar Daniël George van Beuningen, die Coremans verzocht om zijn vergissing publiekelijk toe te geven. Deze weigerde, waarop van Beuningen de zaak voor het gerecht bracht, dat in 1956 (na de dood van Van Beuningen) oordeelde ten gunste van Coremans.
Heel deze affaire leidde ertoe dat Paul Coremans vanaf 1946 wereldwijde faam verwierf als deskundige en werd uitgenodigd door verschillende universiteiten en musea in de Verenigde Staten die geïnteresseerd waren in zijn methodes. Zijn boek Van Meegeren's faked Vermeers and De Hooghs: A scientific examination uit 1949 deed zijn beroemdheid nog aangroeien.

## Internationale uitstraling
Vanaf 1937 poogde Coremans relaties te vestigen met verwante buitenlandse wetenschappelijke instellingen. In die context vergezelde hij Capart naar de Verenigde Staten en legde er contacten met de belangrijkste museum- en universiteitslaboratoria in het oosten van de VS, en met voorname specialisten in het wetenschappelijk onderzoek en de conservatie van kunstwerken, zoals Rutherford J. Gettens, directeur van het laboratorium van het Fogg Art Museum. Deze ontmoetingen openden nieuwe perspectieven voor de ontwikkeling van zijn laboratorium.
Tussen 1947 en 1948 gaf hij als gastdocent een reeks lessen in verschillende universiteiten in de Verenigde Staten: Harvard University, Simmons College, Oxford School, Johns Hopkins University, Washington University. Die gingen over het wetenschappelijk onderzoek van kunstwerken in het algemeen, en over de methodes toegepast in de zaak-Van Meegeren in het bijzonder.
In 1950 stichtte hij samen met F.I.G. Rawlins, Harold J. Plenderleith en George Stout het International Institute for Conservation of Historic and Artistic Works (IIC), een orgaan dat bijdroeg tot verdieping van de technologische kennis en tot een verbeterde kwaliteit van restauraties. Van januari 1955 tot 1958 was hij voorzitter van het IIC, en vervolgens tot aan zijn dood vicevoorzitter. In eenzelfde geest stichtte het ICOM een commissie voor de behandeling van schilderijen, en belast Coremans met de oprichting van een internationaal comité van het ICOM voor de laboratoria van de musea. Dat zag het daglicht in 1952 en smolt vervolgens samen met de commissie voor de behandeling van schilderijen. Van 1955 tot 1958 was Coremans er de secretaris-generaal van.
In 1953 werd hij door de Belgian American Educational Foundation naar de Verenigde Staten gestuurd om er te doceren onder de titel Belgian Art Seminar. Deze vonden plaats aan het Institute of Fine Arts van de New York University en aan het Oberlin College. Ze handelden over het wetenschappelijk onderzoek op oude schilderkunst, toegepast op Het Lam Gods van de gebroeders Van Eyck.
Tijdens de zending die hij in 1956 in Indonesië uitvoerde voor de UNESCO moest hij zich buigen over conservatieproblemen in warme en vochtige klimaten, waarbij hij tot het besef kwam dat eigen laboratoria in die streken nodig waren. Hij zette een samenwerking tussen het KIK en de UNESCO op het getouw, wat hem tot een gegeerd adviseur maakten van de afdeling musea en monumenten van de UNESCO. De ervaring die hij verwierf, leidde hem tot het uitwerken van een doctrine rond de bescherming van het cultureel erfgoed in warme en vochtige klimaten. Hij bevorderde ook de oprichting van regionale centra ter initiatie of vervolmaking in de conservatie.
Tussen 1956 en 1965 werd hij twaalf keer opgeroepen als expert bij de UNESCO. Hij vertrok op zending naar onder meer de Verenigde Arabische Emiraten (1959); Syrië (december 1958 - januari 1959), Irak en Iran (januari 1960), Birma (het huidige Myanmar) – Thailand – Hong Kong – Japan (april-mei 1961), Egypte en Tunesië (1962), Brazilië – Peru – Mexico – Nigeria (1964), India (1965). Na elke zending stelde hij een uitgebreid rapport op.
In 1957 werd hij erelid van de British Museum Association.
Tussen 1957 en 1959 was hij samen met enkele collega's verantwoordelijk voor de oprichting door de UNESCO van het International Centre for the Study of the Preservation and Restoration of Cultural Property (ICCROM) in Rome, dat een belangrijke taak toegewezen kreeg op het vlak van documentatie, advies en opleiding.
In 1958 nam hij in het museum van Brooklyn deel aan een conferentie die in 1960 leidde tot de stichting van de eerste universitaire opleiding in conservatie in de Verenigde Staten, het Conservation Center van het Institute of Fine Arts van de New York University.
In 1960 ontving hij van de Wayne State University in Detroit een eredoctoraat en in 1962 werd hij lid van de uitvoerende raad van de International Council of Museums (ICOM).
In 1964 was hij betrokken bij de oprichting van het International Council on Monuments and Sites (ICOMOS).
Hij liet talrijke publicaties na (artikels, boeken en internationale rapporten). Het laatste rapport schreef hij in mei 1965. Het betrof de vorming van restaurateurs, een onderwerp dat hem nauw aan het hart lag. Hij zou het voorstellen op de zevende algemene vergadering van het ICOM in september, maar overleed in juni van hetzelfde jaar.
Tot op heden biedt de universiteit van Delaware een Coremans-beurs aan voor studenten in het domein van de conservatie, terwijl het Instituto del Patrimonio Cultural de España een project leidt onder de naam COREMANS, voor COnservatie, REstauratie en onderhoud (MANtenimientoS), bij wijze van hommage aan de stichter van het KIK. In Mexico kreeg het regionaal Latijns-Amerikaans Centrum voor de Conservatie en Restauratie van Cultureel erfgoed de naam Paul Coremans.

## Symposium Paul Coremans 2015
Van 15 tot 17 juni 2015 organiseerde het Koninklijk Instituut voor het Kunstpatrimonium een internationaal symposium ter ere van zijn oprichter en eerste directeur Paul Coremans.

## Publicaties
- Sur le déplacement des électrolytes adsorbés, doctoraatsverhandeling, Université Libre de Bruxelles, 1932.
- De wetenschappelijke bescherming der kunstwerken in oorlogstijd, Centraal Laboratorium der Belgische Musea, Brussel, 1946.
- La protection scientifique des œuvres d'art en temps de guerre; l'expérience européenne pendant les années 1939 à 1945, 1946.
- (samen met Aquilin Janssens de Bisthoven) Van Eyck. L’adoration de l’Agneau mystique, De Nederlandsche Boekhandel, Antwerpen, 1948.
- Van Meegeren’s faked Vermeers and de Hooghs. A scientific examination, J. M. Meulenhoff, Amsterdam, 1949.
- Centre national de recherches “Primitifs flamands”, L’Agneau mystique au laboratoire : examen et traitement, De Sikkel, Antwerpen, 1953, 132 p.
- Utilisation des lampes fluorescentes dans les musées. Considérations générales et conseils pratiques à l’usage des directeurs et des conservateurs de musées, ICOM, Parijs, 1953.